# 斯克沃爾齊夫卡
46°34′9″N 33°56′39″E / 46.56917°N 33.94417°E
斯克沃爾齊夫卡（烏克蘭語：Скворцівка）是位於烏克蘭南部的村莊，由赫爾松州卡霍夫卡區的塔夫里昌卡市鎮負責管轄。該村始建於1910年，面積0.4平方公里，海拔高度29米，2001年人口143，人口密度每平方公里357.5人。